# Hiệp hội phê bình phim trực tuyến
Hội phê bình phim online (tiếng Anh: Online Film Critics Society, viết tắt là OFCS) là một hội chuyên nghiệp về phê bình phim, bao gồm các ký giả, các học giả, các sử gia đăng các bài phê bình, phởng vấn và khảo luận của mình trên mạng Internet.
Hội được thành lập năm 1997, có các hội viên trên khắp thế giới, gồm cả các ký giả đại diện cho các websites liên quan tới điện ảnh như Apollo Guide, DVD Savant, eFilmCritic.com, TheMovingArts.com, FilmCritic.com, FilmFocus, Film Threat, The Internet Movie Database, Salon, Slant Magazine, và TV Guide Online.
Hàng năm, Hội trao các giải thưởng sau đây:

## Các giải hiện hành
- Phim hay nhất
- Đạo diễn xuất sắc nhất
- Nam diễn viên chính xuất sắc nhất
- Nữ diễn viên chính xuất sắc nhất
- Nam diễn viên phụ xuất sắc nhất
- Nữ diễn viên phụ xuất sắc nhất
- Phim tài liệu hay nhất
- Phim ngoại ngữ hay nhất
- Kịch bản chuyển thể hay nhất (1998-1999, 2001-)
- Kịch bản gốc hay nhất (1998-1999, 2001-)
- Nhạc phim hay nhất (1998-)
- Quay phim xuất sắc nhất (1998-)
- Biên tập xuất sắc nhất (1998-2000, 2002, 2004-)
- Nhà làm phim đột phá (1999, 2001-)
- Diễn xuất đột phá (2000-)
- Phim hoạt hình hay nhất (2001-)

## Các giải ngừng trao
- Kịch bản hay nhất (1997, 2000)
- Toàn bộ diễn viên xuất sắc nhất (1998-2002)
- Website phê bình phim hay nhất (1999)
- Website chính thức của một phim (1999)
- Công lao đặc biệt (1999)
- DVD tốt nhất (2000-2001)
- DVD của phim đặc biệt (2000)
- Bình luận DVD (2000)
- Website liên quan tới phim(2000)
- Chỉ đạo nghệ thuật xuất sắc nhất (2002-2003)
- Thiết kế trang phục (2002-2003)
- Âm thanh tốt nhất (2002-2003)
- Hiệu ứng nhìn tốt nhất (2002-2003)